# L'Empreinte de Dracula (film, 1973)
Pour les articles homonymes, voir L'Empreinte de Dracula.
Pour plus de détails, voir Fiche technique et Distribution.
L'Empreinte de Dracula (El retorno de Walpurgis) est un film hispano-mexicain réalisé par Carlos Aured, sorti en 1973.

## Synopsis
Irenius Daninsky, inquisiteur sous le règne de Vladislaoest, est victime d'une malédiction satanique prononcée au cours d'une messe noire où Satan est invoqué.
Quatre siècles plus tard, cette malédiction pèse encore sur sa descendance : Waldemar Daninsky se transforme en loup-garou meurtrier et sanglant à chaque pleine lune.

## Fiche technique
- Titre : L'Empreinte de Dracula
- Titre original : El Retorno de Walpurgis
- Titre international : Curse Of The Devil
- Réalisation : Carlos Aured
- Scénario : Jacinto Molina
- Production : Luís Gómez et Ramiro Meléndez
- Sociétés de production : Lotus Films, Producciones Escorpión et atlas International Film
- Musique : Inconnu
- Photographie : Francisco Sánchez
- Montage : María Luisa Soriano
- Décors : Gumersindo Andrés
- Costumes : Inconnu
- Pays d'origine : Espagne, Mexique
- Format : Couleurs - 1,85:1 - Mono - 35 mm
- Genre : Horreur
- Durée : 84 minutes
- Date de sortie : 1973 (Espagne)

## Distribution
- Paul Naschy : Waldemar Daninsky / Irenius Daninsky / loup-garou
- Fabiola Falcón : Kinga Wilowa
- Maritza Olivares : Maria Wilowa
- José Manuel Martín : Bela
- Eduardo Calvo : Laszlo Wilowa
- Mariano Vidal Molina : Roulka
- Ana Farra : Malitza
- Fernando Sánchez Polack : Maurice, le valet de Waldemar
- Inés Morales : Ilona
- María Silva : Elizabeth Báthory
- Elsa Zabala : la sorcière gitane

## Autour du film
- Le tournage s'est déroulé à Madrid et Tolède, en Espagne.
- Exploité une première fois en France sous le titre L'Empreinte de Dracula, malgré le fait que le comte Dracula n'apparaît pas et que le film ne traite nullement de vampirisme, il sera par la suite de nouveau exploité sous les titres Le Retour des loups-garous et La Malédiction du diable.
- Plusieurs scènes eurent droit à deux versions. Une première, habillée, pour l'exploitation du film en Espagne, et une seconde, avec les actrices dénudées, pour l'exportation à l'étranger[1].

## DVD
En 2004, le film sorti chez Atlas International Seven 7 en version intégrale remasterisée, avec également La furie des vampires.

## Série Waldemar Daninsky
- 1968 : Les Vampires du docteur Dracula (La marca del hombre lobo), d'Enrique López Eguiluz (es)
- 1970 : Dracula contre Frankenstein (Los monstruos del terror), de Tulio Demicheli
- 1971 : La Furie des vampires (La noche de Walpurgis), de León Klimovsky
- 1972 : Dr. Jekyll y el Hombre Lobo (es)), de León Klimovsky
- 1973 : L'Empreinte de Dracula (El retorno de Walpurgis), de Carlos Aured : Waldemar Daninsky / Irineus Daninsky
- 1975 : Dans les griffes du loup-garou (La maldición de la bestia), de Miquel Iglesias Bonns
- 1980 : El retorno del Hombre-Lobo (en), de Paul Naschy
- 1983 : La bestia y la espada mágica (en), de Paul Naschy
- 1987 : El aullido del diablo (es), de Paul Naschy
- 1996 : Licántropo: el asesino de la luna llena (es), de Francisco Rodríguez Gordillo (es)
- 2004 : Tomb of the Werewolf, de Fred Olen Ray